# Гелц, Венди
Венди Гелц Копас (англ. Wendy Goelz Kopasz; род. 16 марта 1969 года в гор. Буффало штат Нью-Йорк) — американская конькобежка специализирующаяся в конькобежном спорте и шорт-треке.  Бронзовый призёр чемпионата мира по шорт-треку в эстафете в 1984 году.

## Биография
Её родители Джерри и Марион познакомились на катке в Риверсайд-парке. Они надели коньки на своих дочерей Венди и Кори, когда они стали только ходить. Сёстры были любимцами местного конькобежного спорта в конце 1970-х годов. В 1975 году Венди училась в первом классе школы Герберта Гувера в Тонаванде, когда выиграла свой седьмой зимний чемпионат по конькобежному спорту среди девочек в возрасте до семи лет на чемпионате Северной Америки на открытом воздухе, проходившем в Лейк-Плэсиде. 
На чемпионате мира по шорт-треку в Питерборо в 1984 году выиграла бронзовую медаль в составе эстафетной команды и заняла 21-е место в общем зачёте. Она была чемпионкой США по шорт-треку в 1985 году среди девушек до 15 лет, а в 1986 году она заняла в эстафете 4-е место на чемпионате мира в Шамони. Через год вновь выиграла национальный чемпионат среди юниоров и в 1988 году победила среди старших. Венди не прошла квалификацию в 1988-м, хотя она была среди фаворитов Калгари, на олимпийском отборе она проиграла.
Её отец Джерри Гелц скончался 14 февраля 2017 года в возрасте 76 лет, без него Скоростного клуба Буффало не существовало бы. Много лет он был клубным тренером и тренировал двух своих дочерей, Венди и Кори, на национальном и мировом уровнях.
Венди Гелц живёт с 2001 года в Орландо со своим мужем диджеем Лесом Копасом с которым в браке с апреля 1994 года. Она работала с 1994 года в области связей с общественностью, организации мероприятий, рекламы и маркетинга, с 2001 года является владелицей "Soundwave Entertainment" вместе со своим мужем. Как офис-менеджер, она координирует детали каждой свадьбы и корпоративного мероприятия. У них есть сын Дилан.